# 福井県道182号三尾野別所線
福井県道182号三尾野別所線（ふくいけんどう182ごう みおのべっしょせん）は福井県福井市内の国道と主要地方道を結ぶ一般県道である。

## 路線概要
嶺北地方に網の目状に指定された県道の一本であり、この周辺の県道とともに地域の交通を包括的に担っている県道である。丹生郡越前町や鯖江市との境界に近いところに起点があり、この2市町との交通の便が良いこともあり、国道8号への連絡路として活躍している。また終点付近は東環状線、福井県道229号福井鯖江線（フェニックス通り）以西は西環状線の一部として指定されている。福井市内の交通事情において非常に重要な位置にある道路といえるだろう。

### 路線データ
- 起点：福井県福井市三尾野町
- 終点：同市別所町

## 道路状況
起点からは片側1車線の一般的な県道であり、交通量もそれほど多くない。しかし西環状線として指定されている区間からは格段に交通量が増え、渋滞が頻発する都市部の県道となっている。

## 接続路線
- 福井県道32号清水美山線（福井市三尾野町、起点）
- 福井県道252号三尾野鯖江線（同上）
- 福井県道253号清水麻生津線（福井市合谷町）
- 福井県道229号福井鯖江線（福井市花堂南一丁目・花堂交差点）
- 国道8号（福井市別所町・大町交差点、終点）

## 沿線
- 福井市中央工業団地（テクノパーク福井）
- 福井県立福井南特別支援学校
- 福井県立アーチェリー・クライミングセンター
- 近畿地方整備局 福井河川国道事務所
- ショッピングシティベル
- 福井鉄道福武線 ベル前駅

## 別名
- 西環状線（福井市）
- 東環状線（福井市）